# Rikard Bergqvist
Karl Rikard Bergqvist, född 10 september 1956 i Spånga, Stockholm, är en svensk skådespelare, regissör och manusförfattare.

## Biografi
Bergqvist växte upp i Gnesta. Han utbildade sig vid teaterhögskolan i Malmö och arbetade vid Malmö Stadsteater. Därefter flyttade han till Stockholm där han verkade som regissör på Pistolteatern. Som regissör har han senare arbetat för bland andra Dramaten och Göteborgsoperan.
Som manusförfattare har Bergqvist främst skrivit olika TV-serier. Här märks 23 avsnitt av TV-serien Rederiet (1999-2002), men också Tre Kronor (1994), S:t Mikael (1998), Sjätte dagen (1999) samt De drabbade (2003).
Förutom detta har han även verkat som skådespelare. Bland de mer framträdande rollerna finns den som Doktor Roland i Tre Kronor och den som Stefan Holmberg i Rederiet.
2017 tilldelades han Sten A Olssons kulturstipendium.
Tillsammans med skådespelaren Catherine Hansson har han dottern Maia Hansson Bergqvist.

## Filmografi

### Roller
- 1987 – Sanning och konsekvens
- 1987 – Skrik för livet
- 1991 – Goltuppen (TV-serie)
- 1992 – Rederiet (TV-serie) (till och med 2002)
- 1993 – Det uppdämda hatets bottenlösa bassänger
- 1993 – Macklean (TV-serie)
- 1996 – Anna Holt – polis (TV-serie)
- 1997 – Tre Kronor (TV-serie) (till och med 1999)
- 1998 – Zingo
- 1998 – Beck – The Money Man
- 1999 – Insider (TV-serie)
- 2000 – Eldsjälen
- 2001 – Fox Grønland (TV-serie)
- 2002 – Spung (TV-serie)

### Manus
- 1994 – Tre Kronor (TV-serie)
- 1996 – Cluedo – en mordgåta (TV-serie)
- 1996 – Sju systrar (TV-serie)
- 1998 – Hotel Cæsar (TV-serie)
- 1998 – S:t Mikael (TV-serie)
- 1999 – Sjätte dagen (TV-serie)
- 1999 – Rederiet (TV-serie) (till och med 2002)
- 2001 – Fox Grønland (TV-serie)
- 2001 – Taurus (TV-serie)
- 2002 – Spung (TV-serie)
- 2003 – De drabbade (TV-serie)

## Teater

### Roller (ej komplett)
| År   | Roll | Produktion                                    | Regi          | Teater      |
| ---- | ---- | --------------------------------------------- | ------------- | ----------- |
| 1991 |      | Zorba! Fred Ebb, John Kander och Joseph Stein | Georg Malvius | Riksteatern |

### Regi (ej komplett)
| År   | Produktion                     | Upphovsmän                                                                | Teater                                                 |
| ---- | ------------------------------ | ------------------------------------------------------------------------- | ------------------------------------------------------ |
| 2006 | The Rocky Horror Show          | Richard O'Brien                                                           | Göteborgsoperan                                        |
| 2007 | My Fair Lady                   | Frederick Loewe och Alan Jay Lerner Översättning Rikard Bergqvist         | Göteborgsoperan                                        |
| 2010 | Stjärnsmäll                    | Rikard Bergqvist                                                          | Stockholms stadsteater                                 |
| 2013 | Carmencita Rockefeller         | Rikard Bergqvist, Martin Östergren, Sara Jangfeldt och Mathias Venge      | Helsingborgs stadsteater                               |
| 2015 | Grymt                          | Rikard Bergqvist, Sara Jangfeldt och Mathias Venge                        | Högskolan för scen och musik vid Göteborgs universitet |
| 2016 | Hair                           | Galt MacDermot, James Rado och Gerome Ragni                               | Göteborgsoperan                                        |
| 2018 | Kort, glad och tacksam         | Rikard Bergqvist                                                          | Rival/ Turné                                           |
| 2018 | Broarna i Madison County       | Jason Robert Brown och Marsha Norman                                      | Maximteatern/ Slagthuset                               |
| 2021 | Forever Piaf                   | Rikard Bergqvist                                                          | Göta Lejon                                             |
| 2021 | Jenny Lind                     | Rikard Bergqvist                                                          | Kulturhuset Stadsteatern                               |
| 2023 | Hair                           | James Rado, Gerome Ragni och Galt MacDermot Översättning Rikard Bergqvist | Göta Lejon                                             |
| 2024 | Tomten är far till alla barnen | Monica Rolfner, Rikard Bergqvist och Mathias Venge                        | Cirkus, Stockholm                                      |

### Fotnoter
1. ↑  ”Rikard Bergqvist”. Svensk Filmdatabas. http://sfi.se/sv/svensk-filmdatabas/Item/?type=PERSON&itemid=115177&ref=%2ftemplates%2fSwedishFilmSearchResult.aspx%3fid%3d1225%26epslanguage%3dsv%26searchword%3dRikard+Bergqvist%26type%3dPerson%26match%3dBegin%26page%3d1%26prom%3dFalse. Läst 13 oktober 2012.
2. ↑  ”Rikard Bergqvist”. Riksteatern. Arkiverad från originalet den 18 april 2013. https://archive.is/20130418102323/http://riksipedia.riksteatern.se/index.php/Rikard_Bergqvist. Läst 13 oktober 2012.
3. 1 2  ”Rikard Bergqvist”. IMDb.com. http://www.imdb.com/name/nm0075008/. Läst 13 oktober 2012.
4. ↑  ”RIKARD BERGQVIST | Stenastiftelsen”. www.stenastiftelsen.se. https://www.stenastiftelsen.se/bidrag/rikard-bergqvist/. Läst 1 januari 2020.
5. ↑  Hans Kronbrink (14 juni 2017). ”Skådespeleri Maias melodi”. Dagens Nyheter:  s. 10. http://www.dn.se/arkiv/familj/skadespeleri-maias-melodi/. Läst 14 juni 2017.
6. ↑  Marcus Boldemann (22 juli 1991). ”Grekisk livsaptit på svensk scen”. Dagens Nyheter:  s. 15. http://arkivet.dn.se/arkivet/tidning/1991-07-22/196/15. Läst 12 juni 2016.
7. ↑  Martin Nyström (20 mars 2006). ”Musikal 'The Rocky Horror Show'”. Dagens Nyheter. https://www.dn.se/arkiv/kultur/musikal-the-rocky-horror-show/. Läst 2 oktober 2021.
8. ↑  Göteborgsoperan (27 september 2007). ”Premiär för höstens stora musikal My Fair Lady”. Pressmeddelande.  Läst 21 april 2018.
9. ↑  Rikard Loman (15 oktober 2012). ”Förförerskan Carmencita. Fjäderlätt raffel med ironisk ton”. Dagens Nyheter. https://www.dn.se/arkiv/kultur/forforerskan-carmencita-fjaderlatt-raffel-med-ironisk-ton/. Läst 2 oktober 2021.
10. ↑  ”Kort, glad och tacksam”. Arkiverad från originalet den 10 februari 2018. https://web.archive.org/web/20180210235123/http://www.kortgladochtacksam.se/. Läst 10 februari 2018.
11. ↑  ”Forever Piaf - Musikalen”. Göta Lejon. Arkiverad från originalet den 14 september 2021. https://web.archive.org/web/20210914142407/https://www.gotalejon.se/forever-piaf. Läst 14 september 2021.
12. ↑  ”Hair”. Göta Lejon. Arkiverad från originalet den 8 oktober 2022. https://web.archive.org/web/20221008054333/https://www.gotalejon.se/hair. Läst 29 januari 2023.
13. ↑  ”Tomten är far till alla barnen”. https://www.tomtenteater.se/. Läst 29 december 2024.